# Alfonso Perez de Vivero
Alfonso Perez de Vivero y Menchaca (Valladolid, 1603 – Cambrai, 21 novembre 1661) è stato un generale e politico spagnolo, conte di Fuensaldaña.

## Biografia
Destinato sin da giovane alla carriera militare, partì alla volta dei Paesi Bassi ove iniziò la propria carriera e fu gentiluomo del cardinale-infante Ferdinando d'Asburgo, governatore di quel territorio.
Nel 1632 venne nominato capitano e dal febbraio del 1635 venne nominato castellano di Cambrai ove dovette sostenere coi propri uomini la Battaglia di Avins. Nel 1636 venne nominato Maestro di Campo.
Nell'aprile del 1640 venne promosso al grado di generale d'artiglieria e destinato alla frontiera con la Francia. Successivamente venne nominato generale di cavalleria e venne posto col proprio esercito sulla frontiera con i Paesi Bassi ove rimase dal 1643 sino al 1644 quando fece nuovamente ritorno alla frontiera francese. Rimase con questo incarico sino al 1646 quando venne nominato in sostituzione di Santisteban del Puerto alla carica di comandante d'esercito in Estremadura nella guerra contro il Portogallo, incarico che ad ogni modo mantenne per breve tempo.
Nel 1648 partì nuovamente alla volta delle Fiandre per prestare servizio come comandante dell'esercito spagnolo ivi presente sotto gli ordini dell'arciduca Leopoldo Guglielmo d'Asburgo, da poco giunto alla carica di governatore. Anche se sconfitto dal Condé nella Battaglia di Lens, nel 1649 riuscì a recuperare anche le sconfitte subite nella famosa Battaglia di Rocroi del 1643. In questi anni riuscì inoltre a conquistare la città di Gravelines nel maggio del 1652 il che gli diede l'opportunità di giungere alle mura di Arras nel 1654 intraprendendo un assedio senza successo.
I suoi continui disaccordi con l'arciduca Leopoldo Guglielmo, intensificatisi nel 1655, forzarono le dimissioni di quest'ultimo dalla carica di governatore nel 1656 lasciando che il conte di Fuensaldaña assumesse il governo per breve tempo durante l'arrivo di don Giovanni d'Austria, figlio naturale di Filippo IV, il quale era stato designato quale nuovo governatore dei Paesi Bassi spagnoli. Don Giovanni si servì largamente di Alfonso quale suo aiutante al governo. Nel suo nuovo ruolo, Alfonso assistette alla firma del trattato di cooperazione firmato il 12 aprile 1656 col principe Carlo Stuart, esiliato nei Paesi Bassi spagnoli sotto la protezione di Filippo IV a causa dell'ascesa al potere di Oliver Cromwell.
Il 13 gennaio 1656 Alfonso venne designato a succedere al governatorato del Ducato di Milano dove dovette affrontare altri problemi di ordine dovuti principalmente agli attacchi dei franco-savoiardi che conquistarono la fortezza di Valenza, che egli non fu in grado di respingere adeguatamente.
Nel febbraio del 1658 il nemico, dopo aver attraversato il Po, riuscì ad invadere il cremonese. Il governatore, dunque, richiese subito alla città di Milano il denaro necessario a mobilitare l'esercito per contrapporsi ai franco-saoviardi, ma il comune milanese si oppose con una strenua resistenza. Nel frattempo, nel mese di luglio di quell'anno, il duca di Modena, Francesco I d'Este, generalissimo degli eserciti francesi in Italia, attraversò l'Adda e prese il controllo del castello di Cassano. I piemontesi si spinsero sempre più dunque verso Milano giungendo a conquistare Vigevano e Mortara.
rancia in Italia, attraversò l'Adda e Cassano assunse il castello. Nel momento in cui la monarchia ha subito una grave perdita di Dunkerque, ed esteso il lungo assedio di Badajoz dai portoghesi, il nemico ha raggiunto la periferia di Milano e ha preso possesso di Vigevano e Mortara.
Portatosi a Cassano d'Adda per contrastare le forze del duca di Modena, il conte di Fuensaldaña dovette però ritirarsi repentinamente perché temeva per il controllo della stessa città di Milano. La soluzione migliorò per gli spagnoli solo a partire dal novembre del 1658: i portoghesi, infatti, abbandonarono l'assedio di Badajoz e pertanto il governo centrale spagnolo poté decentrare alcune delle proprie forze militari in Italia, allentando la presa del duca di Modena.
Nel 1659 morì Francesco I d'Este e gli succedette alla carica di comandante degli eserciti francesi in Italia suo figlio Alfonso IX. Mazzarino a questo punto tentò di convincere Venezia ad allearsi alla lega tra Francia, Piemonte e Modena, ma gli accordi tra le potenze in quei mesi portarono ad una pacificazione generale e lo stesso conte di Fuensaldaña venne richiamato a Madrid per partecipare alle riunioni che portarono poi alla Pace dei Pirenei (7 novembre 1659).
Dopo la pace con la Francia, Filippo IV di Spagna decise di inviare Giovanni d'Austria sul fronte portoghese, nominando in sua sostituzione come governatore dei Paesi Bassi il conte di Fuensaldaña. Tuttavia il re di Spagna chiese al nuovo governatore di concludere una missione diplomatica a Parigi dove avrebbe dovuto accompagnare l'infanta Maria Teresa di Spagna per il suo matrimonio col re Luigi XIV di Francia per poi passare per le Fiandre. Durante il viaggio verso i Paesi Bassi spagnoli, però, il Perez de Vivero si ammalò e dovette riparare a Cambrai ove morì il 21 novembre 1661.